# Жумат Шанин (село)
Жумат Шанин (каз. Жұмат Шанин, до 1993 года — Южное, до 2017 года — Куркели) — село в Баянаульском районе Павлодарской области Казахстана. Административный центр Куркелинского сельского округа. Расположено в 44 км к югу от Баянаула и в 264 км к юго-западу от Павлодара. Код КАТО — 553647100.

## История
Село было центральной усадьбой бывшего овцеводческого совхоза «Южный», образованного в 1962 году на базе разукрупнения совхоза «Баянаульский».
14 апреля 1994 года село Южное было переименовано в Куркели.
В 2017 году было названо по имени Жумата Шанина, одного из основателей казахского национального профессионального театрального искусства, родившегося в этом ауле в 1892 году.

## Население
В 1985 году в селе жили 1617 человек, в 1999 году население села составляло 1014 человек (506 мужчин и 508 женщин). По данным переписи 2009 года в селе проживал 861 человек (445 мужчин и 416 женщин).